# Real Congregación de Naturales y Originarios de las Tres Provincias Vascongadas
La Real Congregación de Naturales y Originarios de las Tres Provincias Vascongadas, más conocida como Congregación de San Ignacio, es una asociación de personas de origen vasco afincadas en la ciudad de Madrid.
Se fundó en el Colegio de doña María de Aragón, Colegio de la Encarnación, de Madrid (actual Palacio del Senado), el 20 de abril de 1715, fecha en la que 124 vascos residentes en la Corte (61 vizcaínos, 41 guipuzcoanos y 22 alaveses) se reunieron allí para refrendar sus primeras Constituciones, que fueron aprobadas por Real Cédula de Felipe V el 21 de febrero de 1718.

## Historia
El término Naturales comprendió a los nacidos en las tres provincias y a los que tuvieran en esos territorios Casas solares, Patronatos, Mayorazgos, u otras posesiones de honor heredadas por derecho de sangre; por Originarios se entendió a los que contaran con ascendientes vascongados por línea paterna sin límite de grado y por línea materna hasta en cuarto grado siempre que se fuera “caballero notorio Hijodalgo”. A partir de las Constituciones de 1746 se admitieron mujeres en la Congregación y se estableció un nuevo cargo en su Junta de Gobierno, el de agente de Indias, que vino a confirmar la proyección exterior que desde su fundación pretendió la Congregación.
A los pocos años la sede de la Congregación se trasladó al Convento de San Felipe el Real, al comienzo de la calle Mayor (donde hoy se ubica la Casa Cordero), cuyas gradas cobraron fama por constituir en su tiempo el más célebre mentidero de la Villa. En ese Convento permaneció la Congregación hasta 1772. El último domicilio de esta Cofradía (su sede actual) fue en el Colegio de San Jorge de los Ingleses de la calle Lobo (actual Echegaray) y su Oratorio de la calle del Príncipe, inmuebles que fueron expropiados a los jesuitas tras su expulsión en 1767 y que la Congregación de San Ignacio pudo ocupar tras una escritura de trueque firmada en diciembre de 1771 por el Rector del Real Colegio de San Albano, de Valladolid, propietario de los bienes que quedaron de los jesuitas expulsos, el duque de Alba, que cedió su propiedad de las calles Príncipe-Lobo por los terrenos de Buenavista, que la Congregación había comprado en 1741, y, en nombre de esta, por los congregantes Manuel de los Heros y Domingo de Marcoleta.
La Congregación nació para dar culto solemne a su patrón, San Ignacio de Loyola, y proporcionar asistencia benéfico-religiosa a los vascos que residían en Madrid o estaban de tránsito en la Villa y Corte. Desde sus primeras Constituciones se consideraron como objetivos de la Congregación, además de los señalados, “mantener vivo el sentimiento patriótico que ha distinguido siempre a los naturales  de las Provincias Vascongadas”; servir de unión cordial a cuantos naturales y oriundos vascos vivieran en Madrid, sin distinción de clases ni de ideas; mediar en la solución de sus problemas; buscar trabajo y ocupación digna a los que lo precisaran; en fin, proteger y socorrer a aquellos que lo requirieran, “prestándoles su valimiento, contribuyendo al alivio de los enfermos y necesitados y procurando evitar que alguno se entregue a la vagancia y a otros vicios perniciosos. La Congregación fue, pues, un espacio para practicar el culto y la beneficencia, pero también un lugar de encuentro cordial y, por la excelente posición social de algunos socios, un grupo de interés y mediación, un centro de representación vasca y de influencia en la capital de la Monarquía.
Todos estos objetivos se alcanzaron principalmente por los congregantes en torno a su Iglesia de San Ignacio, conocida en Madrid, como “Iglesia de los vascos”. Esta Iglesia se había inaugurado en julio de 1898, en el mismo espacio que hasta entonces ocupó el viejo Oratorio de los jesuitas. Fue obra de los arquitectos Miguel Olabarría Zuaznavar (1865-1903) y Ricardo García Guereta (1863-1936), ambos miembros de la Congregación. Fue “el único ejemplar del estilo románico, imitación del de mediados del siglo XI a principios del siglo XII que hay en Madrid. De planta rectangular, con indicación de crucero y un ábside pentagonal, medía 23,73 metros de longitud por 8,46 de anchura, y su única nave, 15 de altura. En la fachada de tres cuerpos (central realzado por la torre y dos laterales, idénticos entre sí) destaca el conjunto de la puerta, formado por dos columnas de fuste liso, capiteles floridos y basas unidas a las jambas-pilastras que soportan una cornisa dintel; sobre esta se abre una decorativa arquivolta de seis arcos concéntricos y dentro de ella, un tímpano admirable esculpido en mármol de Carrara (Italia) por Arturo Mélida y Alinari (1849-1902) donde se representa “la conversión de San Ignacio”. Esta portada de la Iglesia y un Crucificado que se venera en la capilla del Calvario (según se entra al templo, a la derecha) fueron lo único que se salvó del incendio provocado en Madrid al anochecer del 13 de marzo de 1936, una noche en la que también ardieron la Iglesia de San Luis, en la calle Montera, y el edificio del periódico La Nación, órgano de expresión del político José Calvo Sotelo, en la calle Marqués de Monasterio. La reconstrucción de la Iglesia de San Ignacio fue acordada en 1940 por su Junta de Gobierno presidida entonces por el I marqués de Acha y llevada a cabo entre 1940 y 1943 por el arquitecto, y congregante, Alberto de Acha Urioste y Construcciones Trueba gracias a la generosidad de muchos de aquellos congregantes.

## Organización

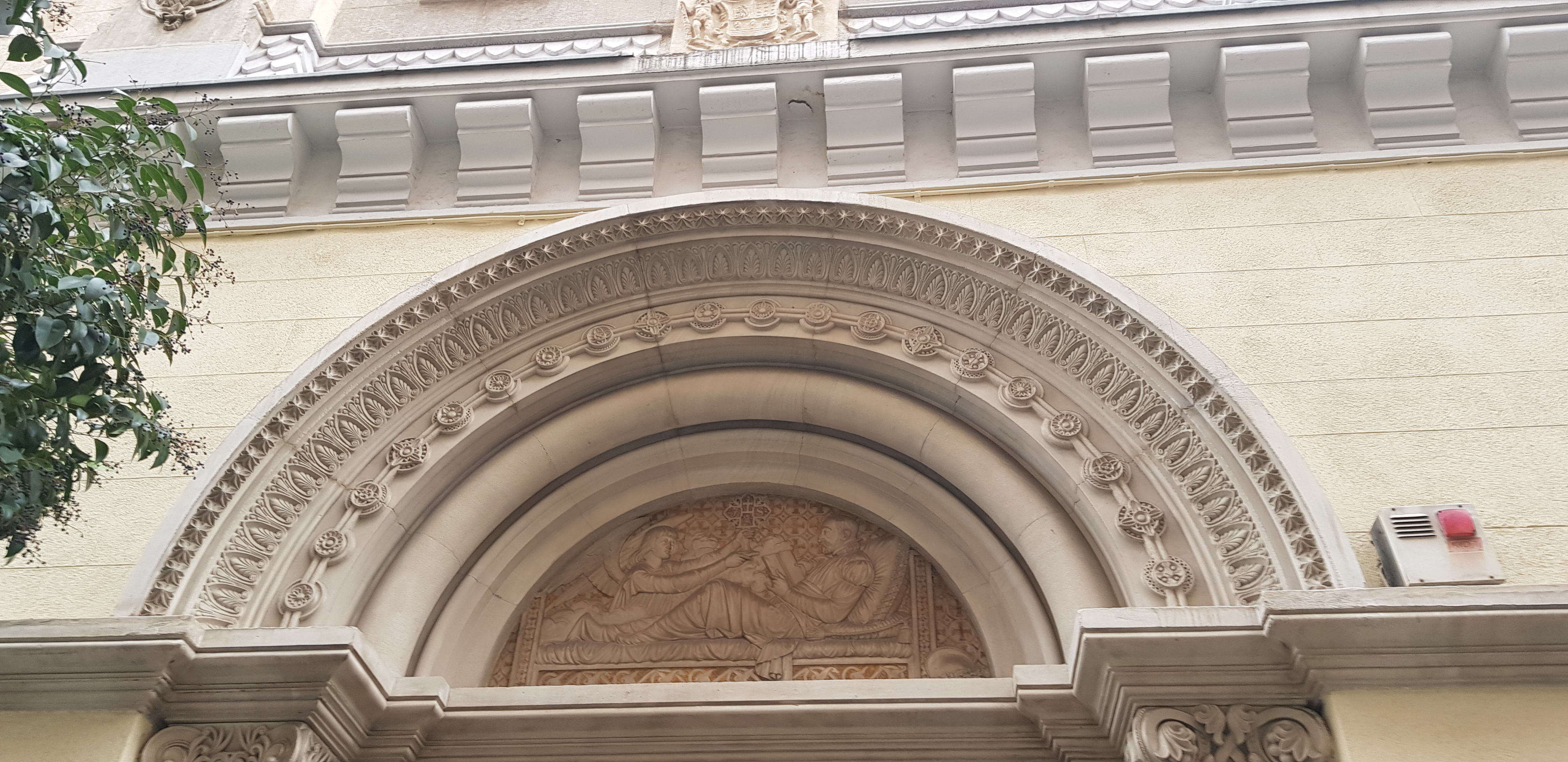
Tímpano Iglesia de San Ignacio

Las funciones que caracterizaron a la Congregación de San Ignacio desde los tiempos de su fundación, y a lo largo de sus tres siglos de existencia, se siguen manteniendo prácticamente en la actualidad: todos los domingos, salvo en período de  vacaciones, se celebra una Misa a las doce de la mañana en vascuence y castellano, de vez en cuando también alguna boda y bautismo, y los funerales por todos los congregantes fallecidos; desde el año 2012 hay instalado en la Iglesia un Columbario. En la Congregación se organizan también conferencias sobre temas religioso/sociales de actualidad, en determinadas ocasiones viajes de tipo cultural y representaciones teatrales, periódicamente reuniones de su club de lectura y, particularmente, muchos conciertos y encuentros musicales. A día de hoy (12 de diciembre del 2022) dos cuestiones sobre todo absorben la atención de la Junta de Gobierno de esta Congregación: la adecuación de sus Estatutos al tiempo presente (tarea prácticamente ultimada gracias especialmente a su Presidente José Manuel Cajigas, abogado de profesión) y la rehabilitación del inmueble (de la que se ocupan primordialmente el tesorero Francisco García Ansa y el secretario Iñaki Mendinueta), obras que dependen financieramente de la aportación extraordinaria de todos, congregantes y simpatizantes.

## Centenario
La Congregación de San Ignacio es la asociación cultural vasca más antigua de Madrid. El 20 de abril de 2015 se celebró su tercer centenario. Entre los actos que tuvieron lugar por esas fechas, destacaron tres: 
- una Misa solemne concelebrada por una veintena de sacerdotes presididos por los obispos de entonces de las diócesis vascas (José Ignacio Munilla, Mario Iceta y Miguel Asurmendi, este último fallecido poco después) y a la que también asistió el lehendakari Iñigo Urkullu.[7]
- la lectura dramatizada de "La confesión de Loyola. Montserrat, 1522", del dramaturgo bilbaino Ignacio Amestoy, y
- el Concierto "Irurak Bat. Apuntes para un tercer centenario", interpretado por el Garaiz Ensemble (sobre obras de J. Guridi, J.C. Arriaga, Aita Donosti y J.M. Usandizaga) dirigido por el clarinetista bilbaino David Salinas.

En la actualidad esta Congregación está formada por alrededor de 300 congregantes. Su ingreso voluntario en la misma, manifestación de una afinidad electiva, sigue siendo, como lo fue en el pasado, un signo de identidad vasca.